# Mikel Errazkin
Mikel Errazkin (Fuenterrabía, Guipúzcoa, 27 de febrero de 1974-San Sebastián, 5 de septiembre de 2008) fue un músico y compositor vasco. Formó el grupo Sorotan Bele, cuyo sonido celta fusionaba el folk con tintes pop, y que logró un éxito notable en el País Vasco en los años 90. Cuenta con seis discos propios y numerosos trabajos para artistas y grupos de todo tipo, como arreglista, productor o compositor.

## Biografía
Mikel Errazkin fue flautista en Sorotan Bele. De forma paralela a su trabajo en el grupo, comenzó su carrera en solitario. En 1994 tuvo que dejar las flautas de Sorotan Bele debido a un percance de salud, limitándose a la composición. 
Cuando Sorotan Bele se disolvió, se introdujo en nuevos ámbitos profesionales dentro de la música, como productor musical, arreglista, técnico de sonido y responsable de un estudio de grabación. 
En 1995 creó Hirusta Records, un sello discográfico que cuenta en la actualidad con más de treinta referencias y otras tantas producciones grabadas en su estudio. 
En 1996, formó el grupo experimental Aixa con Urbil Artola, ex-componente de Sorotan Bele, con el que editó un disco. 
En lo que se refiere a su carrera en solitario, en vida publicó cinco álbumes. El último de ellos, 10.0, bajo el nombre de "Mikelerrazkin & HF", acompañado por HF, una banda de músicos entre los que destacan las voces femeninas de Ane Odriozola y Oihana Lekuona.
Murió en San Sebastián el día 5 de septiembre de 2008, a la edad de 34 años, tras una larga enfermedad.

## Discografía
- Bostak arte (Hirusta, 1995).
- Azken momentuan (Hirusta, 1997).
- Beti berandu (Hirusta, 1999).
- Airnborn (Hirusta, 2000).
- 10.0 (Hirusta, 2005).
- Bidean aurkitu zintudan (Hirusta, 2008).